# Portrait d'Irma Sèthe
Le Portrait d'Irma Sèthe est une huile sur toile du peintre néo-impressionniste belge Théo Van Rysselberghe représentant la violoniste Irma Sèthe jouant de son instrument. Irma Sèthe est l'une des héritières d'une famille musicale bruxelloise proche du peintre.
Peint dans le style pointilliste, l'œuvre est aujourd'hui dans la collection privée du musée du Petit Palais à Genève, en Suisse.

## Contexte
En 1884, Van Rysselberghe est l'un des fondateurs de la société d'avant-garde, le Groupe des XX. Les membres du groupe se sont d'abord concentrés sur l'impressionnisme, mais sous l'influence de Georges Seurat et de Paul Signac, plusieurs de ses membres ont évolué, nombre d'entre eux adoptant le pointillisme de Seurat. Si Van Rysselberghe n'a pas été le premier membre des XX à produire des œuvres basées sur les lignes directrices fixées par Seurat, il a néanmoins fini par être le plus attaché à ces dernières, s'en tenant au divisionnisme pour le reste de sa carrière. Aujourd'hui, Van Rysselberghe est considéré comme l'un des plus grands néo-impressionnistes du XIXe siècle,.
Van Rysselberghe avait auparavant principalement étudié les maîtres anciens à la recherche de solutions pour la représentation des effets de lumière. Il trouva une solution convenable après sa rencontre avec Seurat, dans la technique des divisionnistes.
Dans sa Mademoiselle Alice Sèthe (1888), Van Rysselbergeh combine la technique d'avant-garde avec l'approche réaliste néerlandaise. Dans ce tableau, il met en évidence à la fois la situation financière des Sèthe et leur passion pour la musique. Dans Portrait d'Irma Sèthe (qui est la sœur d'Alice), Van Rysselberghe a cimenté son style nouvellement découvert.

## Peinture

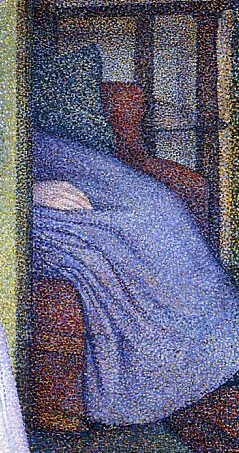
Détail du second personnage, resté non identifié.

La famille Sèthe de Bruxelles appartenait au cercle d'amis de Van Rysselberghe. Van Rysselberghe a représenté à plusieurs reprises les filles Sèthe, Irma, Maria (l'épouse d'Henry Van de Velde) et Alice (l'épouse du sculpteur Paul Du Bois).
Le Portrait d'Irma Sèthe représente Irma jouant du violon. La musique jouait un rôle important dans la famille Sèthe. Maria jouait de l'harmonium et Irma était en apprentissage auprès du « roi du violon » Eugène Ysaÿe, violoniste et professeur au Conservatoire royal de Bruxelles.
Van Rysselberghe a dépeint Irma Sèthe complètement immergée dans le jeu du violon. Même si l'attention est focalisée sur elle, Irma n'est cependant pas seule : dans la pièce à côté d'elle est assise une autre femme. La représentation de ce second personnage en partie dissimulé donne une certaine tension au tableau. Cela soulève la question de savoir qui elle est, que fait-elle et pourquoi est-elle derrière la porte.
Le Portrait d'Irma Sèthe est typique du pointillisme de Van Rysselberghe. Le satin de la robe d'Irma s'illumine d'un rose plein, composé de milliers de points de couleurs non mélangées. Les effets changeants de lumière et de couleur créent un fort effet plastique sur les plis des manches et de la jupe d'Irma.
Van Rysselberghe fait une grande impression sur ses confrères peintres avec son Portrait d'Irma Sèthe, en particulier sur Paul Signac, qui l'a décrit dans son journal comme « extraordinairement délicat ». Le portrait est exposé en 1895 au Salon des indépendants de Paris, en 1898 au salon de La Libre Esthétique et, en 1899, à la treizième exposition de la Sécession viennoise. Théo Van Rysselberghe est ainsi devenu réputé en Europe comme étant un peintre pointilliste de premier plan. Van Rysselberghe est l'un des rares pointillistes à se concentrer principalement sur le portrait. Alors que nombre de ses collègues belges passèrent plus tard au fauvisme, il reste fidèle à sa technique divisionniste.